# Utrwalacz
Utrwalacz – kąpiel fotograficzna, w której następuje utrwalenie obrazu naświetlonego i wywołanego na materiale światłoczułym (np. filmie lub papierze fotograficznym) poprzez trwałe pozbawienie tego materiału właściwości światłoczułych, zapewniając obojętność na działanie promieniowania.
Zadaniem tej kąpieli jest rozpuszczenie i wypłukanie z emulsji fotograficznej (negatywowej lub pozytywowej) pozostałych po procesie wywoływania, niezredukowanych (gdyż nie zostały uprzednio naświetlone albo zostały naświetlone w mniejszym stopniu – mniejszej ilości) ziaren soli srebrowych – najczęściej bromku srebra lub chlorku srebra. Ma to na celu zachowanie wywołanego obrazu srebrowego, ponieważ w świetle dziennym nienaświetlone przed wywołaniem halogenki srebra uległyby zaczernieniu.
W zależności od budowy emulsji negatywu, kąpiel utrwalająca może służyć również do usuwania warstwy przeciwodblaskowej (w materiałach odwracalnych tę funkcję może spełniać kąpiel odbielająca). Utwalacz musi być po skończonym procesie utrwalania usunięty z emulsji przez płukanie. Pozostawienie go w emulsji powoduje z czasem powstawanie plam na negatywach lub odbitkach. Na wyczerpywanie się utrwalacza wpływają dwa czynniki: utrata kwaśnego odczynu i znaczna zawartość srebra w używanym utrwalaczu.
Jako substancje utrwalające w fotografii czarno-białej i barwnej stosuje się najczęściej tiosiarczan sodowy (z kwaśnym siarczynem sodu jako substancją zakwaszającą), tiosiarczan amonowy lub chlorek amonowy, które wyparły stosowany wcześniej wysokotoksyczny cyjanek potasu.